# 강원대학교
강원대학교(江原大學校, 영어: Kangwon National University)는 1947년에 설립된 강원특별자치도에 위치한 대한민국의 거점국립대학이다. 대한민국 강원특별자치도 춘천시 효자2동에 위치한 춘천 캠퍼스, 강원특별자치도도 삼척시 교동에 위치한 삼척 캠퍼스와 삼척시 도계읍에 위치한 부속 캠퍼스인 도계 캠퍼스로 구성되어 있다. 21개 단과대학과 1개 일반대학원, 3개 전문대학원, 6개 특수대학원을 운영하고 있다. 학군단으로서 제127학생군사교육단이 설치되어 있으며 사범대학 부설고등학교를 두고있다. 교훈은 실제로부터 진리를 탐구하라(라틴어: Inquirere Veritatem Ex Praxe)라는 의미인 실사구시(實事求是)이다. 강원권의 대학으로서는 유일하게 법학전문대학원과 의학전문대학원, 수의과대학, 약학대학이 설치되어 있다.
2017년, 국립강릉원주대학교와 국립대중 전국 최초로 연합대학 체제를 구축했다. 두 학교는 학점, 수업 등 교육적인 부문과, 인프라 등 시설 부문에서 다양하게 교류하게 된다. 이와 관련하여 강원권 공동교육혁신센터를 설립하고, 교수법을 공동 연구하고 양 대학간 협력 네트워크를 강화하는 등 성과를 내고 있다.
2023년, 정부의 글로컬 대학 30 사업에 최종 선정되었다. 이로써 2026년 3월부로 국립강릉원주대학교와 통합하여 "강원대학교"로 출범할 예정이다.

## 연혁
- 1947년 6월 14일: 강원도 최초의 4년제 대학인 강원도립 춘천농업대학 설립·농학과 신설
- 1950년 5월 10일: 부설 중등교원양성소 설립·농업토목과, 원예과 신설
- 1951년 10월 5일: 총동창회 결성
- 1951년 12월 31일: 강원도립 춘천농과대학으로 교명을 변경·임학과, 축산학과 신설
- 1953년 2월 6일: 국립으로 이관
- 1953년 9월 10일: 중앙도서관 개관
- 1953년 7월 25일: 춘천시 효자동 캠퍼스로 이전(20만 평), 한국 최대 학술림 조성(1,000만 평)
- 1954년 4월 1일: 농예화학과, 농업공학과, 중등교사 양성소 생물과 신설
- 1955년 4월 1일: 과학중등교사 양성소에 수학과 신설, 원예과를 농업과로, 토목과를 물상과로 개편
- 1956년 1월 15일: 대학신문 창간
- 1959년 3월 17일: 과학중등교사 양성소 폐소
- 1961년 4월 1일: 농예화학과를 농화학과로 개편
- 1963년 3월 5일: 대학방송국 창설
- 1965년 3월 1일: 학군단(ROTC) 창설
- 1968년 1월 10일: 일반대학원 신설·농공학과 신설
- 1969년 3월 1일: 국어교육과, 영어교육과, 수학교육과 신설
- 1970년 3월 1일: 국립 강원대학으로 교명 변경·체육교육과, 법학과, 행정학과, 경영학과 신설
- 1972년 3월 1일: 임산학과 신설
- 1973년 농학과(現 생물자원과학부), 임학과(現 산림환경시스템학과 산림자원학 전공)가 특성화 학과로 선정
- 1974년 3월 1일: 원예학과, 생물학과, 국사학과, 미술교육과, 음악교육과, 관광개발학과 신설
- 1975년 3월 1일: 통계학과 신설, 임산학과를 임산가공학과로, 국사학과를 사학과로, 관광개발학과를 관광경영학과로 개편
- 1976년 3월 1일: 가정학과 신설
- 1978년 3월 1일: 국립 강원대학교로 승격·농과대학, 사범대학, 법경대학, 이공대학, 교양과정부 인가, 식품공학과, 낙농학과, 한문교육과, 지적학과 신설, 사학과를 역사교육과로 개편
- 1978년 12월 30일: 교육대학원 신설
- 1979년 3월 1일: 이공대학을 자연과학대학과 공과대학으로 분리· 회계학과, 무역학과, 경제학과, 물리학과, 화학과, 수학과, 지질학과, 병리곤충학과, 자원공학과, 발효공학과, 재료공학과, 산업공학과, 교육학과 신설
- 1979년 5월 1일: 중앙박물관 개관
- 1980년 9월 15일: 여학생 기숙사(난지원) 개관
- 1981년 3월 1일: 인문사회대학(국어국문학과, 영어영문학과, 독어독문학과, 사학과, 사회학과, 심리학과), 국민윤리교육과 신설
- 1982년 3월 1일: 사범대학에 부속고등학교 설치·임과대학. 약학과, 기계공학과, 전기공학과, 산림경영학과 신설
- 1983년 3월 1일: 일반사회교육과, 철학과, 생화학과 신설·병리곤충학과를 식물보호학과로, 산림경영학과를 삼림경영학과로 개편
- 1983년 4월 25일: 남학생 기숙사(율곡관) 개관
- 1983년 10월 29일: 병리곤충학과를 식물보호학과로 변경
- 1984년 축산학과(現 동물자원과학부)가 특성화 학과로 선정
- 1985년 3월 1일: 전자공학과, 불어불문학과, 중어중문학과 신설
- 1986년 3월 1일: 공업화학과, 축산경영학과, 녹지조경학과 신설
- 1986년 9월 15일: 남학생 기숙사(퇴계관) 개관
- 1987년 3월 2일: 제어계측공학과, 산업디자인학과, 미생물학과 신설
- 1988년 3월 1일: 축산대학(축산학과, 낙농학과, 축산경영학과, 축산가공학과, 수의학과), 환경공학과, 제지공학과, 인류학과 신설
- 1988년 9월 30일: 여학생 기숙사(국지원) 준공
- 1989년 3월 1일: 약학대학 신설(약학과를 자연과학대학에서 분리), 자원식물개발학과, 생물응용공학과, 신문방송학과, 지구물리학과, 사료생산공학과 신설. 식물보호학과를 농생물학과로 개편. 강원대학교 부속 동물병원 개원
- 1990년 3월 1일: 식물보호학과를 농생물학과로, 정치학과를 정치외교학과로 변경
- 1991년 3월 1일: 인문사회대학을 사회과학대학과 인문대학으로 분리, 법과대학 행정학과, 토지행정학과를 사회과학대학으로 소속 변경
- 1992년 3월 1일: 정밀기계공학과, 농업기계공학과, 삼림자원보호학과 신설
- 1993년 3월 1일: 컴퓨터공학과 신설
- 1994년 3월 1일: 예술대학(산업디자인학과, 미술학과, 음악학과). 정보통신공학과 신설
- 1995년 2월 11일: 백령문화관(現 백령아트센터) 신설
- 1995년 3월 1일: 자연과학대학에 의예과, 예술대학에 무용학과 신설
- 1995년 7월 4일: 제3학생회관(태백관) 준공
- 1996년 3월 1일: 발효공학과와 환경공학과를 환경·생물공학부로 통합, 농학과, 원예학과, 자원식물학과를 식물응용과학부로 통합, 농화학과와 농생물학과를 자원생물환경학부로 통합, 공법학과와 사법학과를 법학부로 통합, 생화학과, 미생물학과를 생명과학부로 통합, 토지행정학과를 부동산학과로 변경, 축산경영학과를 농업자원경제학과로 변경, 자연과학대학 간호학과 신설
- 1996년 농업대학(現 농업생명과학대학), 임업대학(現 산림환경과학대학)이 농림·수산계 특성화 대학으로 선정
- 1997년 3월 1일: 의과대학(의학과) 신설, 임과대학을 산림과학대학으로 변경, 임산가공학과를 임산공학과로 변경, 자연과학대학 간호학과를 의과대학으로 소속 변경
- 1998년 3월 1일: 인문대학에 일본학과, 자연과학대학에 수의예과 신설, 사범대학 국민윤리교육과를 윤리교육과로 변경
- 2000년 5월 18일: 강원대학교병원 개원
- 2000년 5월 20일: 제1기숙사 다산관, 예지원 준공
- 2002년 7월 9일: 강원대학교 서울센터 개소
- 2003년 12월 23일: 서암관 준공
- 2005년 12월 26일: 국제생활관 준공
- 2006년 3월 1일: 통합 강원대학교 출범, 1 대학 2 캠퍼스(춘천, 삼척) 체제로 전환, BT특성화학부(現 의생명과학대학) 신설
- 2007년: 개교 60주년
- 2008년 3월 1일: 의학전문대학원 설립
- 2009년 2월 25일: BTL 생활관 개관
- 2009년 3월 1일: 법학전문대학원 설립
- 2009년 2월 25일: 삼척 제2캠퍼스(도계) 출범, 1 대학 2 캠퍼스(춘천, 삼척), 1 부속 캠퍼스 체제로 전환
- 2010년 3월 1일: IT대학 신설, 자연과학대학 수의학과, 수의학부(대학)를 수의과대학으로 변경
- 2015년 : 교육부 대학구조개혁평가 결과 D+등급[4]
- 2017년 : 교육부 대학구조개혁평가 2차년도 이행점검 결과 재정지원제한 완전 해제[5]
- 2023년 :  국립강릉원주대학교와 연합 으로 교육부의 글로컬대학30에 선정[6]

## 역사

### 춘천농업대학 & 춘천농과대학
강원대학교의 역사는 1947년 6월 14일 개교한 강원도립 춘천농업대학교(춘천농대)를 전신으로 삼는다. 춘천농대는 1946년 강원농업중학교에서 재직 중이었던 함인섭 교장을 주축으로 설립이 결정되어 박권원 강원도지사, 이재학 강원도 학무국장 등의 지역 유지들의 지원으로 대학설립준비위원회를 구성하여 강원농업중학교, 강릉농업중학교에 각각 5학년, 6학년 한반씩을 설치해 신입생을 충원하여 미군정청 문교국에 의해 강원특별자치도 최초 4년제 종합대학으로 설립되었다.

### 강원대학 & 강원대학교
춘천농과대학은 춘천대학을 합병하고 1970년 3월 1일 강원대학으로 교명을 변경한다. 이후 1978년 3월 1일  강원대학교로 승격되어 농과대학, 사범대학, 법정대학, 이공대학, 교양과정부를 인가를 받아 산하 대학을 개설한다. 오늘날의 학부 및 대학원 과정 대부분이 해당 시기에 형성된 것이다.

### 삼척대학교와의 통합
2000년을 전후해 강원도에선 각 대학간 통합 시도가 있었다.  영서권에서는 강원대학교와 원주대학교, 영동권에서는 삼척대학교와 강릉대학교가 통합을 서로 시도했으나 실패하고, 2004년 말부터 원주대학교와 강릉대학교가 연합 대학 구상을 펼치게 되면서 강원대학교는 영동권의 삼척대학교와 통합 논의에 들어가게 된것이다. 2005년 3월17일 양 대학 총장과 교무의원, 총동문회장, 학생대표가 참석한 가운데 통합 추진을 위한 양해각서를 체결하고, 2006년3월1일 강원대학교와 삼척대학교의 통폐합이 시행되어 삼척대학교는 강원대학교 삼척캠퍼스의 명칭으로 강원대학교의 이원화 캠퍼스가 되었다. 삼척대학교의 도계 캠퍼스로 출범할 예정이던 도계캠퍼스는 2009년3월1일 강원대학교 도계캠퍼스의 이름으로 출범한다.

## 교육
강원대학교는 실사구시(實事求是: inquirere veritatem ex praxe)를 교시(校是)로 삼으며 실사구시가 함축하고 있는 진리관과 방법론을 따라 학문과 예술과 기술을 연구하고 가르침으로써 인류 문화의 창달에 이바지한다. 한편, 2012년 신승호 총장이 취임하며 비전 2016을 선포하며 2013년부터 2016년까지 4년에 걸친 르네상스 KNU 발전계획을 수립했다.

### 헌장
강원대학교는 실사구시(實事求是)를 가르침과 배움의 근본으로 삼아 인류의 지적 지평을일구어 나아가는 학술 공동체이다.
우리는 학문의 자유를 수호한다. 독단과 편견을 배척하고 공허한 사변과 오류를 멀리하며 사실에 토대를 두어 이치를 탐구한다. 진리와 허위를 가르고 선악과 미추를 분별하여 삶의 실제를 바르고 새롭게 비추어 낸다.
이성의 힘을 믿으며 그 힘이 이끄는 합리적 문화 풍토와 과학과 기술이 베푸는 선진 문명사회를 이룩한다. 오로지 진리의 빛을 따라 가르친다. 배움의 윤리를 일깨운다. 이웃 학문의 가치와 업적을 존중하고 지식의 개방과 균형을 추구하며 지적 탁월성을 기리는 학풍을 조성한다. 학문을 사랑하여 힘써 갈고 닦는 가운데 지성과 덕성과 감성의 조화를 꾀하고 정의에 바탕을 둔 대학인의 양심을 길러 인류의 공동선을 일으켜 세운다.
있는 그대로의 세계로부터 마땅히 있어야 할 세계를 창조함은 길이 이어갈 우리 대학의 역사와 전통이며 인류의 숭고한 이상이다.

강원대학교 헌장, 1999년 2월 1일

### 교육 제도

#### 정규 학사 과정
강원대학교 교육과정은 강원대학교 학칙 제53조 및 학사운영규정 제7조에 근거하여 편성한다. 대학의 교육이념인 ‘실사구시형 인재 양성’에 주력하고자 실용학문을 개설 운영하도록 하며, 다양한 학문 분야들이 연계된 융복합 연계전공 및 이를 지원하기 위한 특화교양 영역을 설치하여 실용 위주의 교과목을 편성하여 운영한다. 교육과정은 기초교양, 균형교양, 특화교양, 대학별교양, 전공필수, 전공선택, 자유선택, 교직과정으로 구성한다. 졸업에 필요한 학점은 130학점으로 하되 공과대학과 사범대학은 140학점, 수의과대학 수의예과는 76학점(수료), 수의학과는 160학점, 약학대학은 160학점, 의과대학 간호학과는 140학점, 건축학전공은 170학점으로 한다.

##### 전공교육과정
전공교육과정은 학과(전공)별로 편성하며 복수전공, 부전공, 연계전공, 교직과정, 평생교육사과정도 존재한다. 최소전공인정학점제를 시행하는 학과(전공)의 학생 중 단일전공자 및 부전공자는 본인의 기본전공 전공선택 교과목 중에서 전공심화 학점(27학점)을 추가로 이수 하여야 하며 전공별 최소전공학점은 다음과 같다.
- 공학·자연, 체육계: 42학점
- 인문대(어문학과): 39학점
- 인문·사회계: 36학점

##### 교양교육과정
교양교육과정은 기초교양, 균형교양, 특화교양, 대학별교양으로 구성된다. 기초교양인 글쓰기와 말하기, 의사소통영어1, 의사소통영어2는 전학과 공통으로 필수이수해야하며 균형교양은 언어와 문학, 역사와 철학, 사회와 문화 중 두 분야, 과학과 기술, 수리적 사고, 예술과 건강 중 두 분야를 선택해 각각 한 과목씩을 필수로 이수해야한다. 또한, 특화교양은 1~4학점, 대학별교양 과목과 이수 학점은 각 대학(학부), 학과가 지정한다.

### 졸업자격인증제도
졸업에 필요한 조건으로 외국어, 컴퓨터 2개 분야 중 1개 분야 이상을 선택하고 선택한 분야는 반드시 통과하여야 하며 기준은 대학(학부), 학과(전공)별로 상이하다. 외국어 인증에는 NEAT, TOEIC, TEPS, TOEFL (CBT, PBT, IBT)(영어), Start Deutsch2, ZD(독일어), DELF(프랑스어), HSK(중국어), JLPT, JPT(일본어)등이 있고 컴퓨터 인증에는 전산회계, AutoCAD, 컴퓨터활용능력 2급, 워드프로세서, 문서실무사, MOS Core, PC정비사, 전산회계운용사, 기계설계제도사, 전산세무, ICDL등이 있다. 졸업인증관리는 “졸업자격인증분야선택”에서 선택한 분야를 학생 스스로 관리하며 시험신청 및 고지서 출력, 확인평가, 결과내역 등을 조회할 수 있다.

### 공학교육인증제도
공학교육인증이란 산업체가 요구하는 실무능력과 창의성을 갖추고, 국제적으로 인정받을 수 있는 엔지니어를 양성하기 위한 제도로, 이는 해당 프로그램(전공)을 이수한 졸업생이 사회에서 필요로 하는 공학실무를 적절하게 수행할 준비가 되어 있음을 보증해주는 인증제도이다. 공학교육인증 과정을 통하여 기존의 공학교육에 새롭고 창의적인 접근방법을 접목하며, 인증된 프로그램을 사회에 공지하여, 궁극적으로 공학교육의 발전과 개선을 목적으로 하고 있다. 강원대학교에서는 2016학년도 기준 한국공학교육인증원(ABEEK)의 공학교육인증을 받은 공과대학 10개 학과(전공)에서 공학교육인증제도에 의한 인증프로그램이 실시되고 있다.

### 장학 제도
강원대학교는 성적우수장학금, 저소득층 장학금, 우선면제 장학금, 학과장특별 장학금, 학과장특별 장학금, 장학사정관제 장학금, 부서지원(RA) 장학금, 특별 장학금 등 다양한 장학 제도를 운영하고 있으며 2015학년도 기준 재학생 1인당 장학금은 2,492,600원으로 2015학년도 강원대학교 1인당 평균등록금의 약 61.5%에 달한다.

## 학생 활동

### 강원대학교 총학생회
제1학생회관인 천지관 3층에 총학생회실이 위치해 있으며 2024학년도 기준 제57대 당신의 총학생회가 활동 중이다.

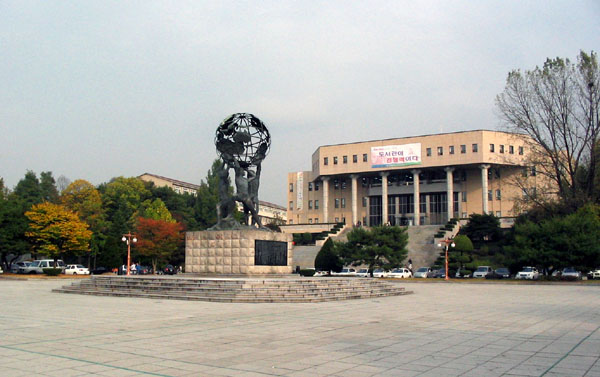
미래광장과 중앙도서관

강원대학교 대학본부

강원대학교 법학전문대학원

강원대학교 의생명과학대학

강원대학교 중앙도서관

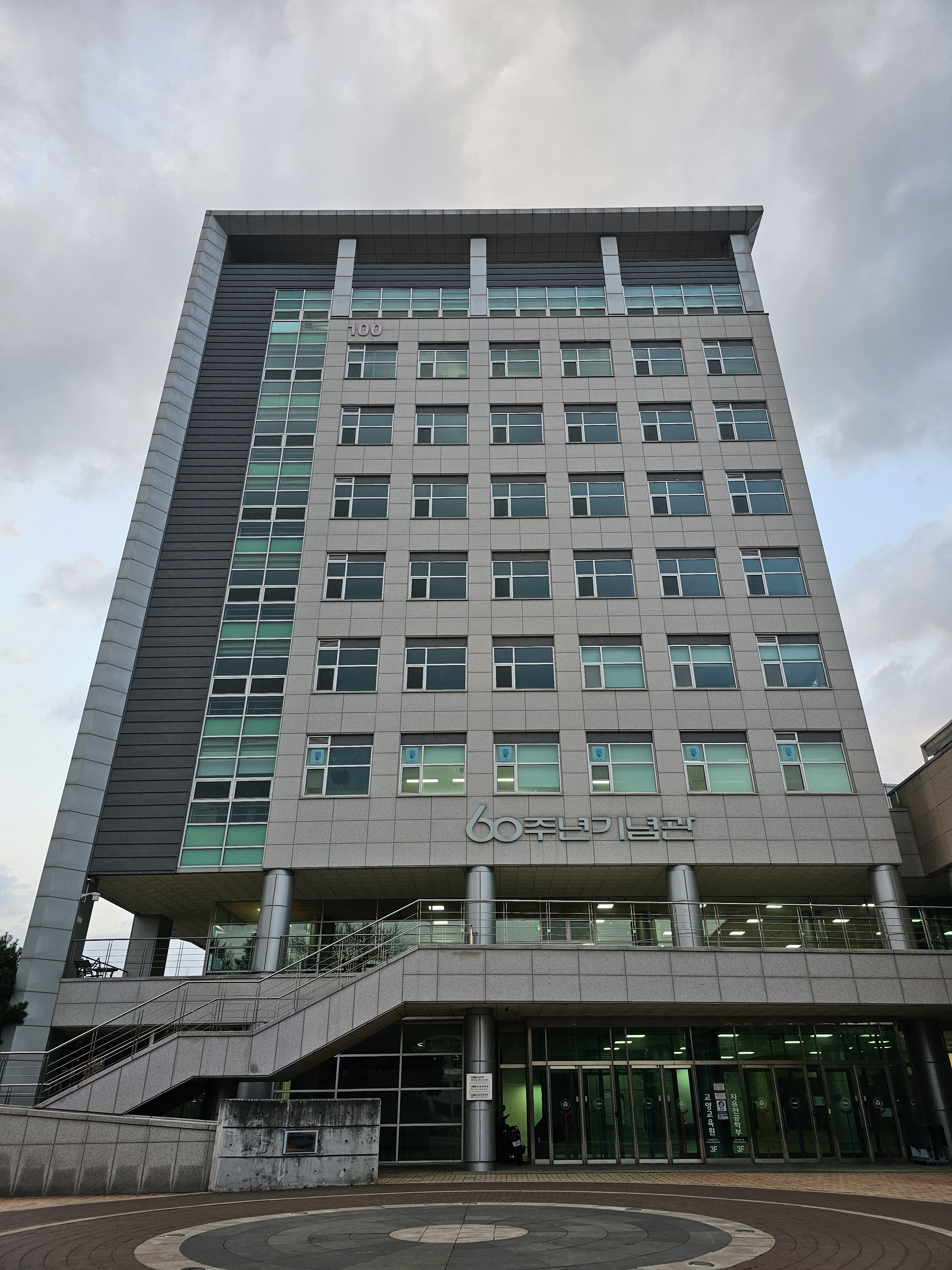
강원대학교 60주년기념관

강원대학교 연적지

강원대학교 함인섭 광장

강원대학교 실사구시관

### 강원대학교 신문방송사(KUBS)
신문방송사는 대학언론의 창달과 학술 및 교양 증진을 도모하고 교직원 학생 동문 및 지역사회 간에 공동의 장을 마련하고 학술적, 교육적, 사회․문화적 기능을 담당하며 국문판 “강대신문”과 영문판 "The Bell"을 발행하며 각종 교양, 시사, 오락, 뉴스 프로그램을 제작하고 “강대방송”을 편성 운영하고 있다. 또한 1978년 강대문화상을 제정하어 대학문화의 구심점 역할을 해왔다. 문학부문에 소설, 시, 수필, 평론 부문이 있으며 비문학부문에는 사진과 만화 부문이 있고 문단에서 활동하고 있는 강원대학교 출신 작가 60여명 중 절반이 강대문화상 수상자이다. 실사구시 문화구현 프로그램의 일환으로 2004년 9월부터 매월 1회 독서토론회를 개최해 오고 있다. 강원대학교 방송국 방송제는 매년 대동제 기간에 개최하며 학우들에게 방송국이 어떤 활동을 하는지, 어떤 영상을 만드는지 알린다. 또한 재밌고 의미있는 영상으로 학우들에게 다가감으로써 방송국을 알리고 홍보함을 목적으로 한다.
강대신문
- 연간 21~24회 발행 / 주간 발행(매주 월요일) / 시험 및 방학기간 제외

The Bell
- 연간 4~6회 발행 / 부정기 발행 / 시험 및 방학기간 제외

강대방송
- 대학뉴스, 교양, 시사프로그램을 오디오방송과 영상방송으로 제작 / 온라인, 오프라인으로 송출 및 상영

### 교내 동아리
교내 동아리는 총 동아리 연합회에 소속된 중앙동아리와 단과대학 및 학부 또는 학과에 소속된 과동아리로 나뉘어 있으며 2016년 기준 춘천 캠퍼스 87개 동아리, 2,869명 회원, 삼척캠퍼스 75개의 동아리, 2,063명의 회원으로 구성되어 있다.

### 주요 행사

#### 백령 대동제
매년 5월 경 강원대학교 총학생회를 주축으로 교내 축제인 대동제가 열리며 주점과 플리마켓 등과 함께 동아리 공연, 가요제 및 유명 연예인 초청 공연 등으로 구성된다.

#### KNU컵
한 학기에 한번씩 열리는 KNU컵은 2015년 9회를 맞았으며 각 단과대학별로 축구, 농구, 족구, 피구 한 종목당 한 팀씩 출전하여 대운동장과 한울관에서 이뤄지는 토너먼트 형식의 대회이다.

#### 백령체전
총학생회가 주최하는 백령체전은 강원대학교 체육대회로 종목으로는 축구, 농구, 족구, 발야구, 피구, 줄다리기, 계주 등이 있으며 매년 개최되는 종목이 다르다. 대동제 기간에 준결승전과 결승전을 치르고 대동제의 메인 무대에서 시상한다.

#### 강한전
2008년 11월 12일과 13일에 춘천종합운동장과 춘천호반체육관에서 열린 강한전은 스포츠 교류를 통해 두 대학간 협력 및 시민 화합의 장을 조성하기 위해 2007년 춘천시와 강원대학교와 한림대학교가 관학상생협력을 맺고 마련한 정기전이다. 축구와 농구 두 개의 경기만을 개최했으며 전문적인 선수가 출전하는 고려대학교-연세대학교 정기전과 달리 아마추어 선수들가 출전한다. 하지만 2008년 제 1회 열린 강한전은 이듬해부터 열리지 않은 일회성 행사가 되었다.

#### 강릉원주대학교 교류전
2017년까지 강원 영동지역 대학들이 대학간 교류와 화합 도모를 위한 목적으로 동아리 스포츠 교류전을 개최하였으나, 2018년부터 가톨릭관동대학교 등이 불참하면서 강원대학교-강릉원주대학교(강릉원주대학교-강원대학교) 동아리 스포츠 교류전이 2018년 11월 8일 강릉원주대학교 강릉체육관에서 농구, 배구, 족구, 배드민턴, 축구 등의 종목으로 개최되었다.
| 연도 | 족 구       | 족 구       | 축 구       | 축 구       | 배드민턴    | 배드민턴    | 농 구          | 농 구          | 배 구       | 배 구       | 종합전적 | 종합전적 | 종합전적 | 승리팀      |
| ---- | ----------- | ----------- | ----------- | ----------- | ----------- | ----------- | -------------- | -------------- | ----------- | ----------- | -------- | -------- | -------- | ----------- |
| 연도 | 강대        | 릉대        | 강대        | 릉대        | 강대        | 릉대        | 강대           | 릉대           | 강대        | 릉대        | 강대     | 무승부   | 릉대     | 승리팀      |
| 2018 | -           | -           | -           | -           | -           | -           | -              | -              | -           | -           | 1        | 3        | 1        | 무승부      |
|      | -강 1무 -릉 | -강 1무 -릉 | -강 1무 -릉 | -강 1무 -릉 | 1강 0무 0릉 | 1강 0무 0릉 | 0강 0무 1릉    | 0강 0무 1릉    | -강 1무 -릉 | -강 1무 -릉 | 1강      | 3무      | 1릉      | -강 1무 -릉 |
| 우세 | 비등        | 비등        | 비등        | 비등        | 강원대학교  | 강원대학교  | 강릉원주대학교 | 강릉원주대학교 | 비등        | 비등        | 비등     | 비등     | 비등     | 비등        |

## 주요 시설

### 도서관
강원대학교 도서관은 춘천캠퍼스에 위치한 중앙도서관 본관과 별관, 법학도서관, 의학도서관, 삼척캠퍼스에 위치한 삼척도서관, 도계도서관으로 구성되어있다. 열람석의 경우 2015년 3월 31일 기준 춘천 캠퍼스에 자료열람실 615석, 일반열람실 1,158석, 법학도서관 240석, 의학도서관 80석, 단과대학 및 학과 열람실 1,291석, 학생생활관 200석이 구비되어있으며 삼척캠퍼스에 940석, 도계캠퍼스에 541석이 구비되어있다.
춘천 캠퍼스
1953년 중앙도서관의 전신인 춘천농과대학 부속도서관을 개관했으며 1973년 현 박물관 건물로 이전하였다. 1984년 현 도서관에 3과 9실 체제로 3600평 규모로 신축개관하였으며 1999년 의학분관 개관, 2000년 법학분관을 설치하였다. 2009년에 의학분관을 이전개관하고 법학분관을 신축개관하며 법학분관을 법학도서관으로, 의학분관을 의학도서관으로 개칭하였고 생명공학 분야 외국학술지지원센터로 선정되었으며 '2014년도 외국학술지지원센터사업 운영평가'에서 3년 연속 최우수기관(S등급)에 선정됐다.장서량은 2015년 3월 31일 기준 1,252,251권이다. 1층에는 제 1보존서고, 서양서 단행본실, 논문자료실이 있고, 2층에는 정보봉사실, 종합정보검색실, 참고도서실, 그룹스터디실, 3층에는 정기간행물실, 외국학술지지원센터, 4층에는 멀티미디어실과 제 1열람실, 제 2열람실, 휴게실, 그룹스터디실이 있으며 5층에는 장서실이 있다.
삼척 캠퍼스
1964년 삼척공업고등전문학교 도서관으로 개관하여 1982년 현 캠퍼스로 이전하여 1985년 도서관 준공 후 1986년 이전하였다. 1999년 중앙도서관 개관하였으며 2009년 제 2캠퍼스인 도계 캠퍼스에 분관을 개관하였다. 장서량은 2015년 4월 30일 기준 405,779권이다. 삼척도서관의 경우 1층에는 이용자 서비스센터, 일반열람실, 논문•연속간행물실, 2층에는 인문•사회자료실, 보존자료실, 사무실, 과제도서실이 있으며 3층에는 과학•예술자료실, 4층에는 어문학자료실, 멀티미디어실, 위성방송실이 있고 도계도서관의 경우 1층에는 주제자료실, 보존자료실, 2층에는 이용자 서비스센터, 관장실 및 사무실, 주제자료실, 멀티미디어실이 있으며 3층에는 영상그룹스터디룸, 그룹스터디룸, 일반열람실, 휴게실이 있ㅁㅁ다.

### 학생 생활관
춘천캠퍼스
| 제 1생활관                          | 제 2생활관        | 제 3생활관                                                   |                                                              |
| ----------------------------------- | ----------------- | ------------------------------------------------------------ | ------------------------------------------------------------ |
| - 율곡관 - 퇴계관 - 다산관 - 예지원 | - 난지원 - 국지원 | - 국제생활관 - 국제인재양성관 - BTL 생활관 - 제 2 BTL 생활관 | - 국제생활관 - 국제인재양성관 - BTL 생활관 - 제 2 BTL 생활관 |

편의 시설로는 제 1생활관의 경우 제 1 학생식당 1층에 편의점과 세탁실, 탁구장, 체력단련실, 휴게실, PC실, 독서실이 있고 제 2생활관의 경우 세탁실과 체력단련실, 휴게실 및 PC실, 독서실, 세미나실이 있고 국제생활관과 국제인재양성관의 경우 휴게실 및 PC실, 체력단련실, 세미나실, 세탁실이 있으며 BTL 생활관의 경우 편의점과 세탁실, 체력단련실, 휴게실, PC실, 독서실이 있다. 다산관과 예지원은 향토학사로 강원특별자치도 지방자치단체인 각 시.군 및 경기도 가평군에 거주하는 학생만이 거주할 수 있으며 국지원과 난지원, 예지원은 여학생만이, 다산관은 남학생만이 입사할 수 있다. 율곡관, 퇴계관, 국지원, 난지원은 4인실, 다산관, 예지원, BTL 생활관은 2인실로만 구성되어있으며 국제생활관은 2인실, 4인실, 가족실, 게스트룸으로, 국제인재양성관은 2인실과 가족실로 구성되어있다. 강원대학교 춘천캠퍼스 학생생활관은 2015년 기준 총 1,822실로 최대 4,322명 수용가능하며 입사율은 24.2%이다.

2015년 한서관과 의암관이 안전진단결과 E등급을 받아 철거할 예정이며 율곡관은 2016학년도부터 법학전문대학원생 전용 기숙사로 변경되어 타과 학생들은 이용이 불가능하다. 또한, 제 2 BTL 생활관을 착공하여 2018년 준공할 예정이다.
삼척캠퍼스
| - 언장관 | - 두타관 | - 해솔관 |

도계캠퍼스
| - 도원관 | - 황조관 | - 가온관 - (기존 진리관_(민간아파트 임대형 기숙사)은 최근 신설 기숙사인 가온관으로 대체됨에 따라 지정해지됨.) |

삼척캠퍼스 생활관은 2015년 기준 총 739실, 최대 3,192명 수용가능하며 삼척캠퍼스와 그의 부속캠퍼스인 도계캠퍼스의 생활관 입사율은 46.5%이다.

### 학생 식당
춘천캠퍼스에는 제 1 학생회관(천지관) 1층, 제 2 학생회관(백록관) 1층, 석재복합신소재제품연구센터 4층, 제 1 기숙사 식당, BTL 학생생활관 남자동 1층에 있다. 제 1 학생회관과 제 2 학생회관 식당은 강원대학교 생활협동조합이 운영하며 교직원 식당도 함께 있고 2016학년도부터 무인자판기를 통해 식권 구입이 가능하다. 석재복합신소재제품연구센터 식당은 민간업체(2016년 기준 (주)한우기업)가 운영하며 태백관 교직원 식당은 만성적자로 2013년 1학기 말에 폐쇄되었다.

### 국제 어학원
1970년 설립 후 1999년 신축 건물로 이전했고 공자학원이 있다. 영어특강 및 한국어 연수과정이 있으며 번역서비스를 제공한다.

### 백령아트센터
강원 최대의 종합 공연장으로 대지면적 6천여평, 연면적 2천여평으로 지상 2층 건물로 1600석이 구비되어 있으며 부속단체로는 백령윈드오케스트라, 백령작곡연주회, 백령피아노연주회, 백령관현악단, 백령오페라단이 있다.

### 강원대학교병원
교육·연구·진료를 통한 의학발전과 국민보건 향상에 이바지함을 목적으로 2000년 5월 18일 200병상 규모의 지방공사 춘천의료원을 인수하여 설립된 국립대학병원으로 교육부 산하 기타공공기관으로 총 34개의 진료과가 있으며 강원특별자치도 춘천시 백령로 156에 위치하고 있다.

### 중앙 박물관
1979년 개설 후 1985년에 정식으로 개관하였으며 2001년에는 자연사 박물관을 통합하였고 국가귀속수탁유물 7,127점, 위탁유물 477점, 일반소장유물 9,273점, 총 16,877점의 유물을 소장하고 있다. 선사시대부터 최근에 이르기까지의 다양한 유물들을 전시하고 상시 공개함으로써 학생과 일반인들이 역사의식을 함양할 수 있는 교육의 장이 되고있다. 한편 구한말 춘천을 중심으로 전개되었던 의병사를 한눈에 조명할 수 있게끔 관계자료를 전시함으로써 우리 조상들의 구국의 실천적 의지를 알고 배울 수 있게 하고 있다. 또한 도내를 중심으로 각종 유적들을 조사하여 연구보고서를 발간함으로써 학술자료를 제공함은 물론 우리 문화를 복원, 보존하는 데 이바지하고 있다. 또한 2004년에 확장 개관한 강원대학교 역사관은 강원대학교의 역사를 한눈에 볼 수 있게 꾸몄으며 국내 유일의 동충하초 전시실과 더불어 강원대학교를 대외에 알리는 홍보의 장이 되고 있다.

### 백령스포츠센터
교내 동문지역에 위치한 강원대학교 백령스포츠센터는 지하 1층, 지상 4층의 규모로 2015년 12월 14일 개관하였다. 지하 1층에는 교직원, 학생 및 지역주민을 위한 생활체육프로그램이 위치하고 지상 1층에는 교육시설 및 강의실이 배치되며 지상 2층은 수영장과 체육관, 전시장, 지상 3층과 4층에는 교수연구실이 있다. 2015년 12월 1일부터 12월 12일까지 재학생과 교직원을 대상으로 휘트니스센터와 수영장을 무료로 시범운영할 예정이었으나 수영장 보수공사로 휘트니스센터만 시범운영을 하였으며 2016년 2월 15일 수영장도 정식 개관하였다.

### 동해 수련원
강원특별자치도 양양군 선사유적로 712-9에 위치해 있으며 객실은 6평 일반온돌 18실, 12평 일반온돌 5실, 6평 침대 특실 5실이 있고 100석 규모의 강당과 공동화장실과 공동세면장이 있다.

## 주요 주변 시설
춘천 캠퍼스
- 남춘천역(강원대)
- 춘천교육대학교
- 춘천지방법원
- 강원지방병무청
- 강원특별자치도경찰청
- 국립춘천박물관
- 강원대학교병원
- 춘천호반체육관

삼척 캠퍼스
- 삼척시청
- 삼척향교
- 삼척종합운동장

## 같이 보기
- 강원대학교 총장 목록

## 참고 문헌
- 강원도 스크립스항체연구소 유치[깨진 링크(과거 내용 찾기)]
- 스크립스항체연구소 개소
- 법제처-16개 로스쿨, 실무수습 지원 협약[깨진 링크(과거 내용 찾기)]
- 강원대, 이젠 지방대 아닌 수도권대학
- 강원대'의료융합'거점 연구단 선정
- 강원대 의학·법학전문 대학원 동시 유치[깨진 링크(과거 내용 찾기)]
- 강원대,임대형 기숙사 개관
- 강원창조경제혁신센터 출범